# Sun Bin
Sun Bin (ca. 380-316 v.Chr.) was militair opperbevelhebber in de staat Qi in China tijdens de Periode van de Strijdende Staten. In 353 v.Chr. liet hij de staat Wei aanvallen om de staat Zhao te redden van een aanval van Wei. Deze strategie stond vanaf toen bekend als "het aanvallen van de belegeraar om de belegerde te redden". In 342 v.Chr. wist hij Wei wederom strategisch te overbluffen door het leger van Wei ver naar Maling (het huidige Daming in de provincie Hebei) te lokken om het daar te verslaan.